# Институт Нееля (Франция)
Институт Не́еля (фр. Institut Néel) — исследовательский институт по физике конденсированных сред, расположенный на территории Научного полигона в Гренобле, Франция. Он назван в честь Нобелевского лауреата по физике Луи Нееля.
Институт является независимым исследовательским подразделением Французского национального научного центра, созданного в 2007 году в результате объединения четырёх исследовательских лабораторий:
- центра исследований при сверхнизких температурах (Centre de Recherches sur les très basses tempetures (CRTBT)),
- лаборатории по исследованию электронных свойств твердых тел (laboratoire d'étude des propriétés électroniques des solides (LEPES)),
- лаборатории Луи Нееля (laboutoire Louis Néel (LLN)) и
- лаборатории кристаллографии (Laboratoire de cristallographie (Laboratoire de cristallographie (LdC)).[1]